# Ван Тінсян
Ван Тінсян (4 грудня 1474 — 23 вересня 1544) — китайський філософ-неоконфуціанець, державний діяч, письменник, поет, вчений часів династії Мін.

## Життєпис
Народився у 1474 році у м. Іфен (сучасний Ланькао, провінція Хенань) у родині дрібного землевласника. У 1502 році отримав вищий вчений ступінь цзінь ши і в статусі «багатообіцяючого чоловіка» (шу цзі ши) був залишений у штаті академії Ханьлінь. У 1504 році брав участь у заспокоєнні північних провінцій. З 1530 до 1533 року займав посаду військового міністра, а з 1533 до 1541 році очолював цензорат. У 1541 році, внаслідок палацевих інтриг, був відсторонений від посади і позбавлений усіх чинів. Помер у 1544 році. У 1567 році Ван Тінсяна було посмертно реабілітовано.

## Філософія
Залишаючись в рамках неоконфуціанства, Ван Тінсян виступав проти обох його головних напрямків: офіційного — «Школи братів Чен — Чжу» та неофіційного — «Школи Лу Цзю-юаня — Ван Ян-міна». У онтологічних поглядах слідував за Чжан Цзаем і передував Ван Фучжи. Універсальною світовою субстанцією вважав «споконвічну пневму» (юань ці 元氣), що існувала «до народження неба (тянь 天) і землі (ді 地)», яка є «найвищою річчю», коренем і тілесним субстратом (ті 體) «принципів» і дао, що містить в собі «насіння» усіх об'єктів. «Велику межу» (тай цзі 太極), що була у чжусіанцев інтегратором усіх «принципів», Ван Тінсян визначав як першетворний аморфний стан матеріальної, «реально наявної», що чуттєво сприймається «пневми». «Початкова пневма» вічна і незмінна, її походження невідомо, тому вона, згідно з Ван Тінсяном, тотожна «Великої межі». Окрім «споконвічної пневми» Ван Тінсян виділяв похідну від неї «пневму породження» (шен ци 生氣), що утворює світ минущих і мінливих явищ, в якому втілюються «форми» (сін 形/型) і «принципи», а також повністю актуалізується дао.
На відміну від ортодоксальних конфуціанців, які стверджували вічність «принципів» суспільного життя, Ван Тінсян визнавав їх мінливість у часі. «Індивідуальна природа» людини, за Ван Тінсяном, невіддільна від «пневми» і формується усвідомленим життєвим досвідом. Доброта «індивідуальної природи» спочатку властива тільки «досконаломудрим» (шен 聖), прості ж люди повинні її в собі виховувати. Теза Ван Тінсяна про отримання благ і соціальної обумовленості доброти протистоїть ортодоксальним для конфуціанства положенням вчення Мен-цзи і зближує ці погляди з концепцією Сюнь-цзи. Виходячи з емпіричної обумовленості знання, Ван Тінсян критикував звеличення його апріорних форм типу «благих думок» (лян чжи 良志). З позицій реалізму і практицизму Ван Тінсян виступав проти теологічних тенденцій Дун Чжун-шу (II в. До н. Е..), «Нумерології» Шао Юна (1011—1077) і квієтизму Чжоу Дуньї (1017—1073).

## Творчість
Основним творами Ван Тінсяна є «Зібрання творів з домашнього книгосховища пана Вана» та «Твори, створені Ван ТінСяном». Сюди увійшли філософські твори «Шень янь» («Обачливі слова») та «Ван Цзюнь-чуань со чжу шу» («Перекладення класики»). До цих збірок увійшли також класичні оповідання.